# Brak miesiączki
Brak miesiączki (łac. amenorrhoea) – brak miesiączki u kobiet w wieku rozrodczym.
Fizjologiczne stany braku miesiączki występują w czasie ciąży i laktacji (karmienia piersią, co jest jedną z form naturalnej antykoncepcji). Wyróżnia się pierwotny i wtórny brak miesiączki. Pierwotny brak miesiączki to brak miesiączki u dziewcząt, które ukończyły 16 lat życia. Wtórny brak miesiączki to brak miesiączki u kobiet, które wcześniej miesiączkowały: przez okres 3 miesięcy – dla kobiet z wywiadem regularnego miesiączkowania i 6 miesięcy – dla kobiet, które miesiączkowały nieregularnie.
| kod ICD-10    | nazwa choroby                    | kod ICD-11 | nazwa choroby w ICD-11             |
| ------------- | -------------------------------- | ---------- | ---------------------------------- |
| ICD-10: N91   | Brak, skąpe i rzadkie miesiączki | GA20.0     | Brak miesiączki                    |
| ICD-10: N91.0 | Pierwotny brak miesiączki        | GA20.00    | Pierwotny brak miesiączki          |
| ICD-10: N91.1 | Wtórny brak miesiączki           | GA20.01    | Wtórny brak miesiączki             |
| N/A           | N/A                              | GA20.02    | Brak miesiączki w okresie laktacji |
| N/A           | N/A                              | GA20.0Y    | Inny określony brak miesiączki     |
| ICD-10: N91.2 | Brak miesiączki, nieokreślony    | GA20.0Z    | Brak miesiączki, nieokreślony      |

## Przyczyny

### Pierwotny brak miesiączki

#### Zespół Turnera
Zespół Turnera, monosomia 45XO, jest zaburzeniem genetycznym charakteryzującym się brakiem lub częściowym brakiem chromosomu X. Z zespołem Turnera wiąże się szerokie spektrum objawów, które różnią się w zależności od przypadku. Jednak jedną wspólną cechą tego zespołu jest niewydolność jajników spowodowana dysgenezją gonad. Większość osób z zespołem Turnera doświadcza niedoczynności jajników w ciągu pierwszych kilku lat życia, przed menstruacją. Dlatego u większości pacjentek z zespołem Turnera występuje pierwotny brak miesiączki. Częstotliwość występowania spontanicznego dojrzewania waha się jednak od 8 do 40% w zależności od tego, czy występuje całkowity lub częściowy brak chromosomu X.

#### Zespół MRKH
Zespół MRKH (Mayer-Rokitansky-Küster-Hauser) jest drugą najczęstszą przyczyną pierwotnego braku miesiączki. Zespół ten charakteryzuje się agenezją przewodów Müllera. W zespole MRKH przewody Müllera rozwijają się nieprawidłowo, co skutkuje brakiem macicy i szyjki macicy. Mimo że pacjentki z MRKH mają funkcjonujące jajniki, a zatem mają drugorzędowe cechy płciowe, doświadczają pierwotnego braku miesiączki, ponieważ nie posiadają funkcjonującej macicy.

### Wtórny brak miesiączki

#### Karmienie piersią
Fizjologicznie brak miesiączki występuje przed pierwszą miesiączką, w czasie ciąży i karmienia piersią oraz po menopauzie.
Laktacja jest również częstą przyczyną wtórnego braku miesiączki. Brak miesiączki podczas laktacji jest spowodowany obecnością podwyższonego poziomu prolaktyny i niskiego poziomu LH, które hamują wydzielanie hormonów jajnikowych. Karmienie piersią zazwyczaj przedłuża poporodowy brak miesiączki, a czas jego trwania różni się w zależności od tego, jak często kobieta karmi piersią. Dlatego karmienie piersią jest zalecane jako metoda planowania rodziny, szczególnie w krajach rozwijających się, gdzie dostęp do innych metod antykoncepcji może być ograniczony.

#### Choroby tarczycy
Nieprawidłowości w regulacji hormonów tarczycy są znaną przyczyną nieregularnych miesiączek, w tym wtórnego braku miesiączki.
U pacjentek z niedoczynnością tarczycy często występują zmiany w cyklu miesiączkowym. Przypuszcza się, że jest to spowodowane zwiększonym poziomem TRH, który stymuluje uwalnianie zarówno TSH, jak i prolaktyny. Zwiększona poziom prolaktyny hamuje uwalnianie LH i FSH, które są niezbędne do wystąpienia owulacji.
Pacjentki z nadczynnością tarczycy mogą również cierpieć na skąpe krwawienie miesiączkowe lub brak miesiączki. Globulina wiążąca hormony płciowe jest zwiększona w przypadku nadczynności tarczycy. To z kolei zwiększa całkowity poziom testosteronu i estradiolu. U pacjentów z nadczynnością tarczycy odnotowano również zwiększone poziomy LH i FSH.

#### Zespół policystycznych jajników
Zespół policystycznych jajników (PCOS) jest częstym zaburzeniem endokrynologicznym dotykającym 4-8% kobiet na całym świecie. Charakteryzuje się licznymi torbielami na jajnikach, rzadkimi miesiączkami lub brakiem miesiączki oraz podwyższonym poziomem androgenów. Chociaż dokładna przyczyna pozostaje nieznana, przypuszcza się, że zwiększony poziom androgenów we krwi jest przyczyną wtórnego braku miesiączki. PCOS może być również przyczyną pierwotnego braku miesiączki, jeśli dostęp do androgenów jest obecny przed pierwszą miesiączką. Chociaż liczne torbiele na jajnikach są charakterystyczne dla tego zespołu, to nie stwierdzono, aby były one przyczyną choroby.

#### Niska masa ciała
Kobiety, które regularnie wykonują intensywne ćwiczenia fizyczne lub straciły znaczną ilość masy ciała, są narażone na ryzyko wystąpienia podwzgórzowego braku miesiączki. Funkcjonalny podwzgórzowy brak miesiączki (ang. functional hypothalamic amenorrhoea, FHA) może być spowodowany stresem, utratą wagi lub nadmiernymi ćwiczeniami. Wiele kobiet, które stosują dietę lub ćwiczą intensywnie, nie dostarcza organizmowi wystarczającej ilości kalorii, aby utrzymać prawidłowy cykl menstruacyjny. Wydaje się, że próg występowania braku miesiączki zależy raczej od niskiej dostępności energii niż od bezwzględnej masy ciała, ponieważ minimalna niezbędna ilość zmagazynowanej, łatwo mobilizowanej energii jest konieczna do utrzymania regularnych cykli miesiączkowych. Brak miesiączki jest często kojarzony z anoreksją i innymi zaburzeniami odżywiania. Względny niedobór energii w sporcie, znany również jako triada sportsmenek, to sytuacja, w której kobieta doświadcza braku miesiączki, zaburzeń odżywiania i osteoporozy.
Nierównowaga energetyczna i utrata masy ciała mogą zakłócać cykle miesiączkowe poprzez kilka mechanizmów hormonalnych. Utrata masy ciała może powodować podwyższenie poziomu greliny, która hamuje oś podwzgórze-przysadka-jajnik. Podwyższone stężenie greliny zmienia amplitudę impulsów GnRH, co powoduje zmniejszenie uwalniania LH przez przysadkę i hormonu folikulotropowego (FSH). Niski poziom hormonu leptyny obserwuje się również u kobiet z niską masą ciała. Podobnie jak grelina, leptyna sygnalizuje równowagę energetyczną i zapasy tłuszczu osi rozrodczej. Obniżony poziom leptyny jest ściśle związany z niskim poziomem tkanki tłuszczowej i koreluje ze spowolnieniem pulsacji GnRH.

Objawt RED-S, czyli względnego niedoboru energii w sporcie.

##### Sport wyczynowy
Liczne badania wykazały, że zaburzenia to jest częstsze wśród sportsmenek uprawiających dyscypliny wytrzymałościowe lub sporty ekstremalne. Dziewczęta, które rozpoczęły intensywne treningi przed okresem dojrzewania płciowego, zwykle mają pierwszy okres w późniejszym wieku niż przeciętna. Mitem jest, że brak miesiączki stanowi prostą konsekwencję intensywnych treningów. Zaburzenie menstruacji ma niekorzystny wpływ na czynniki wpływające na wydolność jak: uszkodzenia tkanek, złamania przeciążeniowe, przedłużone leczenie kontuzji, zmniejszona zdolność do regeneracji po intensywnych treningach.

## Wpływ na zdrowie
Najpoważniejszą konsekwencją braku miesiączki jest redukcja gęstości kości i zwiększone ryzyko wczesnej osteoporozy oraz złamań przeciążeniowych. Przyczyna utraty masy kostnej jest: obniżenie poziomu estrogenów i progesteronu, wysoki poziom kortyzolu, dieta uboga w składniki odżywcze (zaburzenia odżywiania)
Czynniki skutkujące zaburzeniem menstruacji:
- stres psychologiczny i społeczny
- zaburzenia łaknienia
- niskie spożycie kalorii
- niski poziom tkanki tłuszczowej
- niska masa ciała
- pierwsza miesiączka w późniejszym wieku
- intensywne i długotrwałe treningi